# Hystricomorpha
Os Histricomorfos (Hystricomorpha, a partir de grafia errônea do grego hysthrix, "porco-espinho") são uma subordem dos Roedores.

## Classificação
A lista a seguir é baseada em Marivaux et al. (2002;2004) que sujeitou um número de famílias fósseis de roedores a análise parsimônia e restaurou para a hipótese da Hystricomorpha ou "Entodacrya". Seus resultados tornaram a subordem Sciuravida definida por McKenna e Bell (1997) como polifilética e inválida.

### InfraordemCtenodactylomorphi
- Família Ctenodactylidae
- Família †Tammquammyidae
- Família Diatomyidae
- Família †Yuomyidae
- Família †Chapattimyidae

### InfraordemHystricognathiformes
- Família †Tsaganomyidae
- Hystricognathi
  - †"Baluchimyinae"
  - Família Hystricidae - Porco-espinho do Velho Mundo
  - Parvordem Phiomorpha
    - Família †Myophiomyidae
    - Família †Diamantomyidae
    - Família †Phiomyidae
    - Família †Kenyamyidae
    - Família Petromuridae - Dassie
    - Família Thryonomyidae - rato-do-bambu
    - Família Bathyergidae - ratazana-toupeira
    - Família †Bathyergoididae

  - Parvorderm Caviomorpha - roedores da América do Sul
    - Superfamília Erethizontoidea
      - Família Erethizontidae - cuandus

    - Superfamília Cavioidea
      - Família †Cephalomyidae
      - Família Dasyproctidae - cutias
      - Família Cuniculidae - pacas
      - Família †Eocardiidae
      - Família Dinomyidae - pacarana
      - Família Caviidae - cobaias, preás, mocós, marás e capivaras.

    - Superfamília Octodontoidea
      - Família Octodontidae - degus
      - Família Ctenomyidae - tuco-tucos
      - Família Echimyidae - ratos-de-espinho
      - Família Myocastoridae - ratão-do-banhado
      - Família Capromyidae - hutias
      - Família †Heptaxodontidae - hutias gigantes

    - Superfamília Chinchilloidea
      - Família Chinchillidae - chinchilas e viscachas
      - Família †Neoepiblemidae
      - Família Abrocomidae - rato-chinchila